# 協和國際多媒體
協和國際多媒體股份有限公司（King's International Multimedia Co., Ltd.），簡稱協和國際多媒體、協和多媒體、KIMC，是台灣一家已結束營業的多媒體出版品發行公司，與金點唱片都是協和集團（King's Group）成員，於2000年代中期被掏空而結束營業，末代總部設於臺北縣汐止市（今新北市汐止區）新台五路一段88號14樓（東方科學園區）。

## 發展史
1980年代，協和影視股份有限公司（King's Video）成立，發行家庭用錄影帶。1987年，協和影視取得新艺国际电影公司（Cinema International Corporation）旗下公司CIC Video授權，在台灣代理發行環球影業及派拉蒙電影旗下電影錄影帶。1990年4月4日，許安進接任協和影視董事長。1992年，協和影視擴充為協和育樂股份有限公司，並取得環球影業及派拉蒙電影的LD及VCD的台灣發行權。1996年5月11日，協和育樂增資擴充為協和國際多媒體股份有限公司，資本額達新台幣3億6千萬元，取得成人雜誌《花花公子》（Playboy）國際中文版發行權，並積極推廣兒童/幼教軟體及青少年電腦遊戲，同時跨足出版業、遊戲軟體及幼教軟體事業。1996年7月，《花花公子》國際中文版創刊。1997年，協和國際多媒體宣步跨足多媒體領域。
1998年，協和國際多媒體開始以自有品牌銷售DVD播放機與DVD-ROM光碟機。1998年8月1日，協和國際多媒體電腦遊戲雜誌《次世代遊戲情報》（Next Generation Magazine）國際中文版創刊。另外，協和國際多媒體陸續出版視聽雜誌《DVD Info》、探索頻道（Discovery Channel）旅遊叢書及書籍畫冊，同時擴充影片事業部，獨家代理探索頻道及國家地理頻道（National Geographic Channel）在台灣及中國大陸的影片發行權。
1999年5月15日13點30分，協和國際多媒體與華信商業銀行合作，以協和國際多媒體代理的戀愛模擬遊戲《青澀寶貝》（Sentimental Graffiti）的12位女主角為主題發行的信用卡「《青澀寶貝》星座卡」於台北市信義計畫區華納威秀影城中庭廣場舉辦發表會，全套12張（每位女主角各1張），是台灣第一套美少女遊戲信用卡。
2000年7月，協和國際多媒體《FHM男人幫雜誌》（For Him Magazine）國際中文版創刊，以歌手劉若英清涼入鏡擔任創刊號封面女郎。
2001年，協和國際多媒體取得中華人民共和國文化部全國通路執照。2001年8月，協和國際多媒體表示，決定將現有的遊戲軟體發行後結束遊戲軟體事業部門，不再發行遊戲軟體。2001年10月9日，中華民國財政部證券暨期貨管理委員會同意協和國際多媒體申請股票上市案。2001年12月11日，協和國際多媒體召開記者會，宣布股票將於2002年1月8日以每股新台幣38元上市。
2002年1月8日，協和國際多媒體在臺灣證券交易所股票上市，股票代號3001，每股上市價為新台幣28元，是台灣第一家股票上市的多媒體影音供應商。2002年1月10日，協和國際多媒體與角川書店簽約合作擴展日本市場。2002年9月，《次世代遊戲情報》國際中文版停刊。
2003年10月29日，協和國際多媒體宣布《花花公子》中文網正式上線，設定目標為1年招募10萬名會員。
2003年11月24日，行政院文化建設委員會國立傳統藝術中心園區招商截止收件，僅有協和國際多媒體與統一超商投標；2003年12月3日，國立傳統藝術中心選定協和國際多媒體為園區招商作業最優申請人、統一超商為次優申請人。

## 掏空案
2004年3月第一週，鄉城唱片董事長呂金園接任協和國際多媒體董事長。2004年3月5日，協和國際多媒體傳出新台幣三千多萬元支票遭臺灣土地銀行退票；本月8日傍晚，協和國際多媒體總經理李明澤表示，此次跳票事件主要原因是與某一客戶在授權細節上未能取得共識，導致原預定在本月5日匯入帳戶的新台幣六千萬元尚未進帳。2004年3月9日，協和國際多媒體向法院聲請重整。2004年3月16日，協和國際多媒體終止股票上市。2004年3月17日，臺灣證券交易所表示，協和國際多媒體將自本月18日停止上市有價證券買賣。
2004年3月18日，協和國際多媒體向法院聲請重整。2004年3月29日，國立傳統藝術中心甄審會議決議撤銷協和國際多媒體的園區招商作業最優申請人資格，改與統一超商議約。2004年9月10日，協和國際多媒體6張支票遭臺灣土地銀行退票，6張支票總金額為新台幣158萬元，營運明顯發生資金不足問題；同月13日，協和國際多媒體發布聲明，將持續與債權銀行及往來廠商協商，也要求前任董事長王演芳說明在其任內公司資金運用交代不清之事。2004年11月15日，協和國際多媒體股票下市。2005年1月5日，因應《公司法》第156條之修正，協和國際多媒體董事會決議撤銷股票公開發行。
2005年12月19日，臺灣士林地方法院檢察署將協和國際多媒體負責人兼總裁呂木村、協和國際多媒體董事長王演芳、協和國際多媒體總經理李明澤、協和國際多媒體財務經理鄭政吉、協和國際多媒體稽核副理劉美雲、英倫唱片老闆呂水圳、英倫唱片會計王美珍、中柱工程董事長王百祿（王演芳之堂弟）等12人起訴，呂木村與王演芳被分別求處有期徒刑12年、併科罰金新台幣五百萬元。
2006年10月1日，證券投資人及期貨交易人保護中心（投保中心）代理投資人向協和國際多媒體民事求償，已與部分被告達成「補償」協議，補償金額超過新台幣一千萬元，創下投保中心提出民事求償告訴前即先確定補償金額首例。2006年10月23日，臺灣士林地方法院宣判，呂木村有期徒刑7年，王演芳有期徒刑5年，各併科罰金新台幣四百萬元。
2008年12月30日，臺灣高等法院判決，呂木村有期徒刑7年，王演芳有期徒刑4年11個月，王百祿有期徒刑1年11個月，呂水圳有期徒刑1年10個月、緩刑4年，王美珍有期徒刑1年4個月、緩刑3年。2009年9月17日，中華民國最高法院撤銷臺灣高等法院判決，發回臺灣高等法院。2011年1月18日，臺灣高等法院宣判呂木村等人有罪。2011年1月24日，針對呂水圳、王美珍獲判緩刑，投保中心聲請檢察官上訴。2011年7月21日，中華民國最高法院駁回呂木村、王演芳、王百祿之上訴，有關呂水圳、王美珍的部分則撤銷並發回臺灣高等法院。
2010年2月4日晚間，台北縣政府警察局刑事警察大隊偵查第三隊查獲，協和國際多媒體涉嫌成立多間公司委外重製已終止授權的探索頻道DVD-Video約60萬片，以每片新台幣39至90元賣入書店、大賣場與唱片行，侵權市值高達新台幣2億6100萬餘元；但協和國際多媒體負責人呂木村否認自己違法，他強調，協和國際多媒體已倒閉，下訂單的是德川國際多媒體。
2012年3月15日，經濟部商業司廢止協和國際多媒體的公司登記。